# Jeando Fuchs
Jeando Pourrat Fuchs (11 d'octubre de 1997) és un futbolista professional camerunés que juga de centrecampista pel Dundee United.
Va estar en les categories inferiors de la selecció francesa, però va triar representar l'equip nacional camerunés a nivell sènior.